# Anne-Sophie Brasme

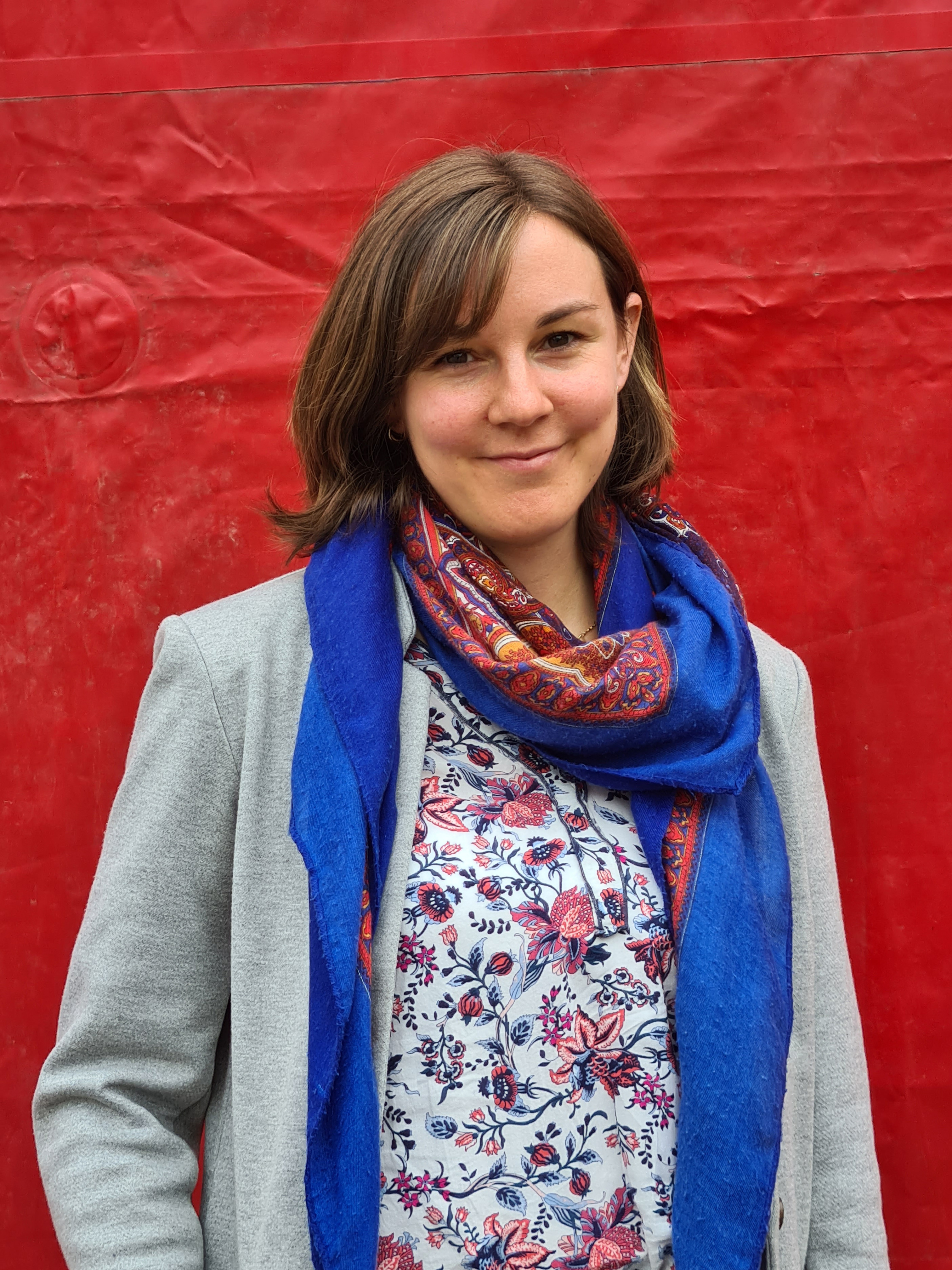
Anne-Sophie Brasme

Anne-Sophie Brasme (* 1984 in Metz) ist eine französische Schriftstellerin.
Brasme schrieb mit 16 Jahren ihren ersten Roman Dich schlafen sehen (Originaltitel Respire). Er handelt von einer Freundschaft, die bis zur Besessenheit ausartet. Der Roman stand monatelang auf der Bestsellerliste Frankreichs und wurde in 17 Ländern verkauft.
In ihrem zweiten Roman Das erste Mal sah ich sie an einem Samstagnachmittag (Originaltitel Le carnaval des monstres) geht es um die Hässlichkeit zweier Menschen, die sich beide durch eine unglaubliche Leidenschaft zerstören. Beide Romane wurden in Frankreich mit großem „Enthusiasmus“ aufgenommen.